# Aptosimum glandulosum
Aptosimum glandulosum là một loài thực vật có hoa trong họ Huyền sâm. Loài này được F.E.Weber & Schinz mô tả khoa học đầu tiên năm 1903.